# ريزم ون
ريزم ون (بالإنجليزية: RhythmOne)‏ سابقا (بالإنجليزية: Blinkx)‏ هو محرك بحث على الإنترنت للصوت وللفيديو، يتيح البحث والتصنيف للملفات الصوتية ومقاطع الفيديو والبث الحي. محرك بحث بلينكأكس للفيديو يختلف باستخدام تمييز الكلام (بالإنجليزية: speech recognition)‏ للاستماع إلى مكون الصوت من محتوى الفيديو، ومن ثم يستخدم كلا من العنصر اللفظي ونسخ نصوصاً لتطابق محتوى عبارات البحث. وقامت بلينكأكس أيضا بعمل دبليو البحث والفهارس والفيديو بلوق. هو يدعي أن يكون الأكبر عمقاً كمحرك بحث مفهرس للفيديو به 35 مليون ساعة وفهرستها واتفاقات مع أكثر من 450 محتوى شركات.
ومن المعروف بأن الأسم RhythmOne Group ، وهي شركة أمريكية لتكنولوجيا الإعلان الرقمي تمتلك وتدير خصائص الويب AllMusic و AllMovie و SideReel.
تأسست شركة بلينكأكس في عام 2004، وتم طرحها للاكتتاب العام في بورصة لندن (AIM) في مايو 2007 وبدأت التداول باسم ريزم ون (RhythmOne ) في عام 2017. ويقع المقر الرئيسي للشركة في سان فرانسيسكو وكاليفورنيا ، ولندن. كما استحوذت ريزم ون على All Media Network و ملفات خصائص الويب الخاصة بها في أبريل 2015. في أبريل 2019 ، استحوذت شركة تابتيكا الدولية (Taptica International)على ريزم ون ، وهي شركة تكنولوجيا إعلانات مقرها في الكيان الصهيوني.

## تاريخ
- 2004: سيرنجا تشاندراتيلآك، سري لانكا، وموظف مؤسسة الحكم الذاتي السابق، تأسست بلينكأكس بمثابة شريط أدوات لويب بحث على شبكة الإنترنت، متخصصة في الفيديو.
- ديسمبر 2004:بلينكأكس تطلق محرك بحث الصوت والفيديو. [3]
- يوليو 2005: بلينكأكس تطلق موجز ذكى (Smart Feed)، وهو موجز ويب آر إس إس (بالإنجليزية: RSS)‏ لروابط الفيديو.[4]
- يونيو 2006: بلينكأكس تصل إلى 4 ملايين ساعة من محتوى الفيديو قابلة للبحث.[5]
- أكتوبر 2006: مايكروسوفت توافق على استخدام تقنية بلينكأكس كى تقوى البحث قي الفيديوهات قي بعض أجزاء خدمة ال إم إس إن وويندوز لايف.[6] وهي تشغل مواقع أخرى مثل لايكوس وإنفوسبيس (InfoSpace)، وريال بلاير (RealPlayer) وأجزاء من أمريكا أون لاين (AOL).
- يونيو 2007: بلينكأكس تطلق منصة سياقية للإعلان عن فيديو اسمه (AdHoc) أدهوك (مخصصاً).
- مارس 2008: بلينكأكس أصدرت البلينكأكس الذي تغلب على شاشة الفيديو.[7]
- أبريل 2008: الشركة تطلق تطبيق التلفزيون على نطاق واسع. [17]
- أغسطس 2008: إطلاق تلفاز بلينكأكس، وهو دليل على كامل طول التليفزيون الذي يبين على الإنترنت للولايات المتحدة والمملكة المتحدة.[8]

## الخصائص

### AllMusic

شعار AllMusic

AllMusic هي قاعدة بيانات عبر الإنترنت توفر الوصول إلى معلومات حول الأغاني والألبومات والموسيقيين والفرق الموسيقية والأنماط الموسيقية جنبًا إلى جنب مع الأخبار والمراجعات والسير الذاتية والتقييمات والتوصيات من تأليف فريق العمل. تم نشر المحتوى مبدئيًا في شكل كتاب في عام 1991 كدليل All Music ، وهو متاح الآن مجانًا للجمهور للرجوع إليه والمعلومات عبر الإنترنت بالإضافة إلى أنه متاح عبر الترخيص لأنظمة نقاط البيع ومشغلات الوسائط ومتاجر الموسيقى عبر الإنترنت .

#### سلسلة دليل
ينتج RhythmOne أيضًا سلسلة دليل AllMusic التي تتضمن All Music Guide to Jazz و All Music Guide to the Blues. فلاديمير بوجدانوف هو رئيس المسلسل.

### AllMovie

شعار AllMovie

يوفر AllMovie ، الذي تم إطلاقه في عام 1994 باعتباره دليل جميع الأفلام ، مع إمكانية الوصول إلى معلومات حول الممثلين والأفلام وصانعي الأفلام مع الأخبار التي كتبها فريق العمل والمراجعات والتقييمات والتوصيات. يقدم معلومات محدودة حول الإنتاج التلفزيوني ، ويركز بشكل أساسي على تلك التي تم إصدارها على DVD. مثل AllMusic ، يتوفر هذا المحتوى أيضًا من خلال الترخيص لأنظمة نقاط البيع ومشغلات الوسائط والمتاجر عبر الإنترنت.

### AllGame

شعار AllGame

عرضت لعبة AllGame ، التي كانت نشطة بين عامي 1998 و 2014 كدليل الألعاب ، مع المعلومات والمراجعات حول العديد من ألعاب وحدة التحكم ، والأجهزة المحمولة ، والأركيد ، وألعاب الكمبيوتر التي تم إصدارها في الولايات المتحدة. بدأ الموقع في فبراير 1998 بهدف أن يصبح قاعدة بيانات اللعبة الأكثر شمولاً المتاحة. في رسالة وداع على موقعهم ، أشار الموظفون إلى أنهم «لم يعرفوا جميعًا ما كنا نفعله بالضبط في تلك الأيام الأولى ، ولكن كان وقتًا مثيرًا للمساعدة في بناء قاعدة بيانات للألعاب عبر الإنترنت قبل انتشار الإنترنت بالعديد من مواقع الويب المخصصة إلى ألعاب الفيديو».

### SideReel

شعار SideReel

تم إطلاقه في عام 2007 ، هو موقع مجتمع تلفزيوني يوفر معلومات حول البرامج التلفزيونية والحلقات.

### Celebified
تقدم Celebified أخبار المشاهير والمقابلات وبدأت في عام 2012.

## نموذج العمل
تقوم جميع Media Network بترخيص قواعد بيانات كبيرة من البيانات الوصفية حول الأفلام وألعاب الفيديو والكتب الصوتية وإصدارات الموسيقى من شركة Rovi Corporation وتنشرها عبر الإنترنت لاستخدام المستهلك. يتضمن ذلك الاعتمادات والسير الذاتية المكتوبة من قبل الموظفين والمراجعات والتقييمات والتوصيات بالإضافة إلى فئات مثل الموضوع أو الحالة المزاجية. يوفر Rovi أيضًا هذا المحتوى لأنظمة نقاط البيع في المتاجر على مستوى العالم ، للتعرف على الأقراص المضغوطة وأقراص DVD في مشغلات الوسائط البرمجية مثل Windows Media Player و Musicmatch Jukebox ، ولتوفير محتوى لمجموعة متنوعة من مواقع الويب بما في ذلك iTunes و Pandora و Spotify.
في السابق ، باع All Media Guide مجموعات مطبوعة من معلوماته.
إدارة المحتوى والبيانات
تم إنشاء قاعدة بيانات RhythmOne في البداية بواسطة فلاديمير بوجدانوف للاحتفاظ بمعلومات قوائم Erlewine العديدة.
المعلومات الموجودة في قاعدة البيانات مُرخصة وتُستخدم في أنظمة نقاط البيع من قبل بعض بائعي الموسيقى بالتجزئة ، وتشمل ما يلي:
البيانات الأساسية: الأسماء والأنواع والاعتمادات ومعلومات حقوق النشر وأرقام المنتجات.
المحتوى الوصفي: الأنماط والنغمات والحالات المزاجية والموضوعات والجنسيات.
المحتوى العلائقي: الفنانين والألبومات المتشابهة ، التأثيرات.
المحتوى التحريري: السير الذاتية ، المراجعات ، الترتيب.

## وصلات خارجية
- الموقع الرسمي
- مقابلة مع سيرانجا تشاندراتيلاك، المؤسس والرئيس التنفيذي لفيديو بلينكأكس